# Faverolles-sur-Cher
 Faverolles-sur-Cher  es una población y comuna francesa, en la región de Centro, departamento de Loir y Cher, en el distrito de Blois y cantón de Montrichard.

## Demografía
| 790 | 762 | 807 | 1008 | 1056 | 1120 |
| Para los censos de 1962 a 1999 la población legal corresponde a la población sin duplicidades (Fuente: INSEE [Consultar]) |     |     |      |      |      |